# 守護 (廣州青年志願者歌曲)
《守護》是中国共青团广州市市委、广州市市志愿者行动指导中心等单位组织、制作及发布的一首歌曲，于2020年4月17日公布。歌曲致敬在2019冠狀病毒病中国大陆疫情中参与防控工作的的青年志愿者，并歌颂赞美志愿者无私奉献及大爱精神。此歌配有MV。MV以青年志愿者为主体，展现了青年志愿者在各个行业进行疫情防控志愿服务的行动剪影，近50名青年志愿者在家或服务点自发学习歌曲并完成录制。